# Hannoversche Bahnindustrie

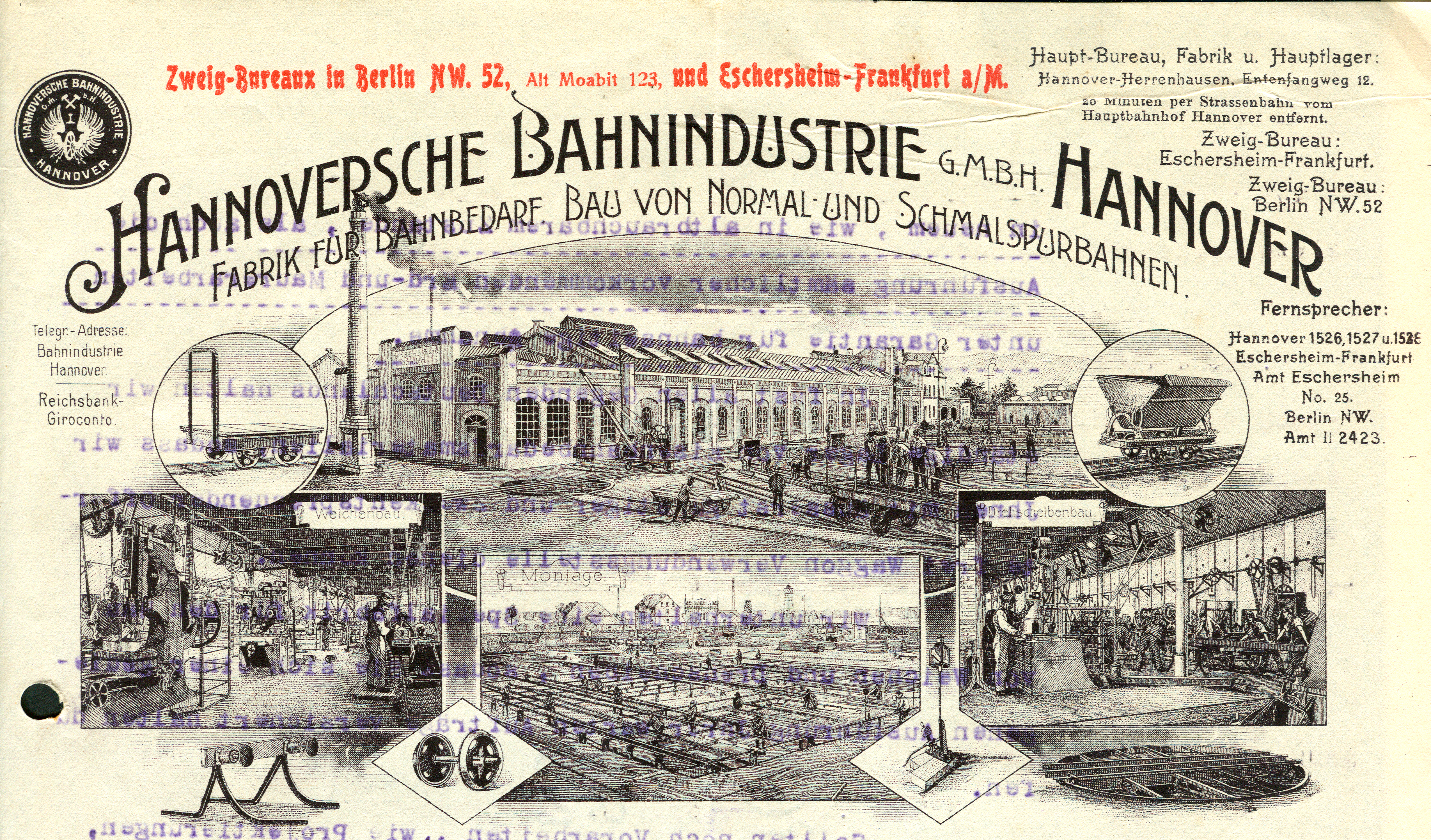
Stahlstich auf den Briefköpfen der Firma von 1904 bis 1909

Die Hannoversche Bahnindustrie GmbH war zu Beginn des 20. Jahrhunderts eine Fabrik für Bahnbedarf und den Bau von Normalspur- und Schmalspurbahnen. Standort des Haupt-Büros, der Fabrikation und des Hauptlagers war der Entenfangweg 12 in Hannover-Herrenhausen (heutiger Stadtteil: Leinhausen).

## Geschichte

### Hannoversche Bahnindustrie GmbH
Die Anfänge des Unternehmens sind bisher noch wenig erforscht: In ihrer Dissertation Eisenbahnen und Eisenbahnindustrie in Hannover 1835–1914 (siehe Literatur) erläuterte Sabine Meschkat-Peters, dass im Adressbuch der Stadt Hannover erstmals 1902 eine Rubrik „Eisenbahnunternehmer“ aufgeführt wurde und in dieser, gemeinsam mit zwei anderen Firmen, die Hannoversche Bahnindustrie GmbH. Die Tätigkeitsfelder des Unternehmens sind detailliert auf einem Korrespondenz-Vordruck von 1908 beschrieben. Demnach gab es die
- Abteilung Bahnbau,[1]
  - in der sämtliche Vorarbeiten getätigt, Rentabilitätsrechnungen vorgenommen, Vermessungen, Einholung von Konzessionen und Kostenvoranschläge erarbeitet wurden,[1] sowie
  - Bau-Ausführungen „einschließlich aller Material-Lieferungen sowie aller Erd- und Maurer-Arbeiten“;[1]
- Abteilung Fabrik,[1]
  - in der Weichen, Schiebebühnen und Drehscheiben für Voll- und Kleinbahnen, Anschluss-, Feld-, Industrie- und Straßenbahnen jeder Art hergestellt wurden,[1]
  - außerdem „Güterwagen, Kesselwagen, Bahnmeisterwagen, Plateau- und Kippwagen, Grubenwagen, überhaupt Transportwagen für alle Zwecke und in jeder Spurweite“.[1]
  - „In allen Teilen des Reiches“ wurden „Läger in Eisenbahnschienen“ angepriesen, etwa für Gruben- und Rillenschienen sowie „Stahlschwellen aller Profile, Holzschwellen, Laschen, Unterlagsplatten sowie Kleineisenzeug aller Art“.[1]
  - Auch für Eisenkonstruktionen und Brückenbauten empfahl sich die Firma.[1]

Die Fabrikation umfasste auch Lokomotiven und „Locomobilen“, die – teilweise gebraucht – auch zur Vermietung angeboten wurden.
Das Emblem des Unternehmens waren innerhalb des Schriftrundes Hannoversche Bahnindustrie G.m.b.H. Hannover zwei gekreuzte Hämmer, darunter eine römische 1 und ein doppelt geflügeltes Speichenrad, von dessen Mitte vier gezackte Blitze nach unten zeigten als Symbol für Elektrizität. Das Emblem wurde auch als Siegelmarke genutzt und mit veränderten Textzug auch von der Bahnindustrie Actiengesellschaft (siehe unten).
Der Stahlstich auf den Köpfen der Korrespondenz-Vordrucke aus der Zeit von spätestens 1904 bis 1909 zeigt unter dem Titel „Montage“ im Hintergrund einen Wasserturm, der derjenige von der ebenfalls am Entenfangweg produzierenden Louis Eilers Stahlbau sein dürfte und – wie häufig auf Stichen mit Fabrikansichten um die Wende zum 20. Jahrhundert – dem Betrachter eine örtliche Orientierung durch markante Blickfänge erleichtern sollte.
Die GmbH betrieb ein Zweig-Büro in Frankfurt-Eschersheim und eröffnete 1902 ein Büro in Berlin, Hannoversche Straße 2, später in Alt-Moabit 123.
In einem Bewerbungs-Schreiben an die Colberger Sprudel GmbH in Coburg von 1908 wurde
- um den Zuschlag für den Bau der Bahnstrecke Coburg – Waidrammsdorf – Ummerstädt geworben mit Referenzen unter anderem hinsichtlich[1]
  - der 13 km langen Kalibahn der Gewerkschaft Riedel bei Hannover,[1]
  - der 14 km langen Söhrerbahn bei Kassel (Stadtvermessungsinspektor Blumenauer in Kassel),
  - der Salzwedeler Kleinbahnen (Direktor Altmann in Salzwedel),[1]
  - der Kreis Altenaer Schmalspureisenbahnen in Lüdenscheid (Direktor Huvendiek in Lüdenscheid),[1] sowie
  - der Herkulesbahn für Henkels Elektrizitätswerk in Kassel-Wilhelmshöhe (Direktor Henkel in Wilhelmshöhe).[1]

In demselben Schreiben offenbarte die Hannoversche Bahnindustrie Geschäfts-Kontakte zum Regierungsbaumeister Feddersen in Erfurt sowie die Vertretung eigener Interessen durch den Regierungsbaumeister Vestner.
Aus der Hannoverschen Bahnindustrie GmbH bildete sich Anfang 1909 die Bahnindustrie Actiengesellschaft.

### Bahnindustrie Actiengesellschaft

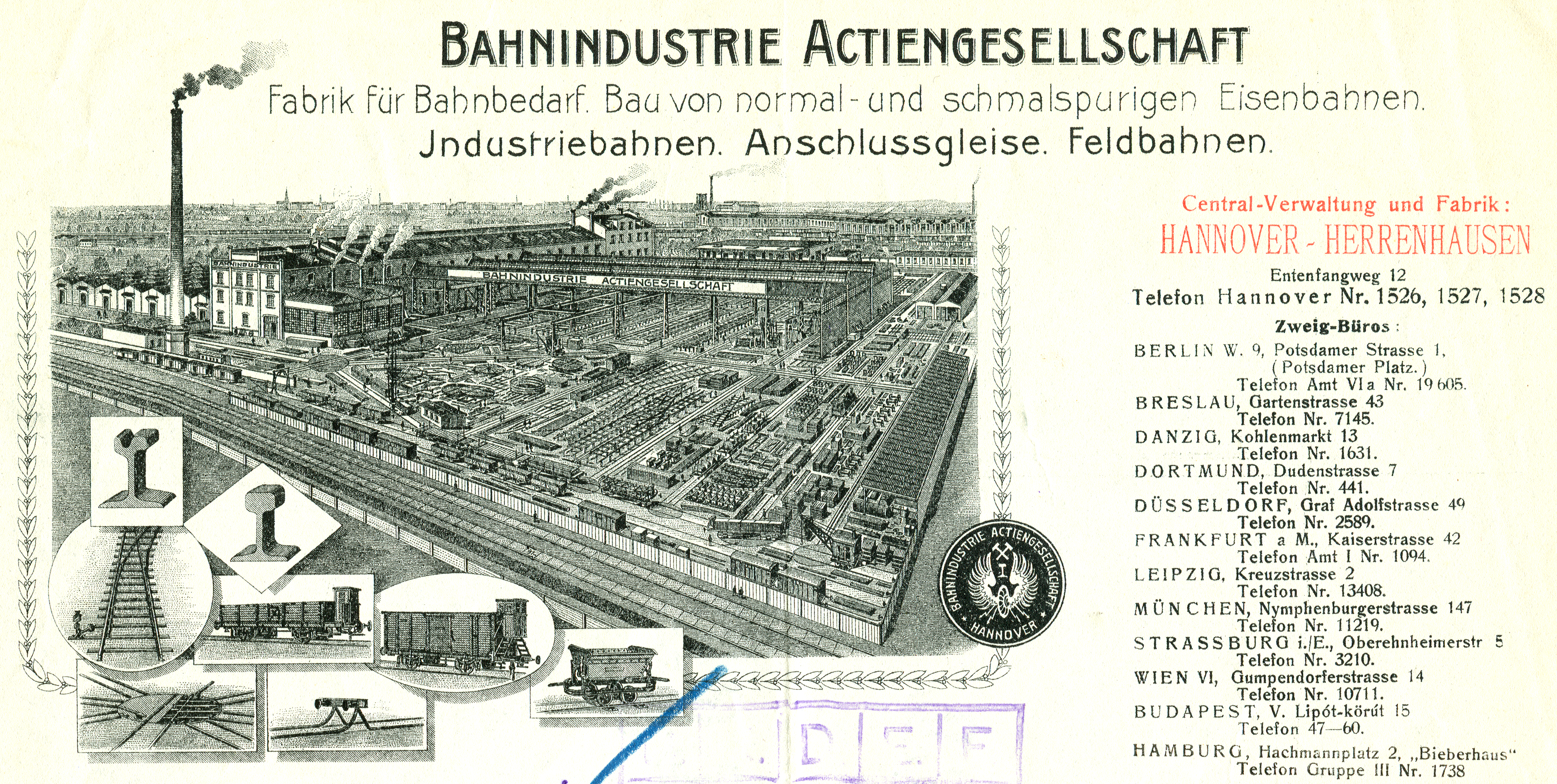
Veränderter Stich mit einer Vogelperspektive für die Bahnindustrie Actiengesellschaft und ihre Produkte, um 1910

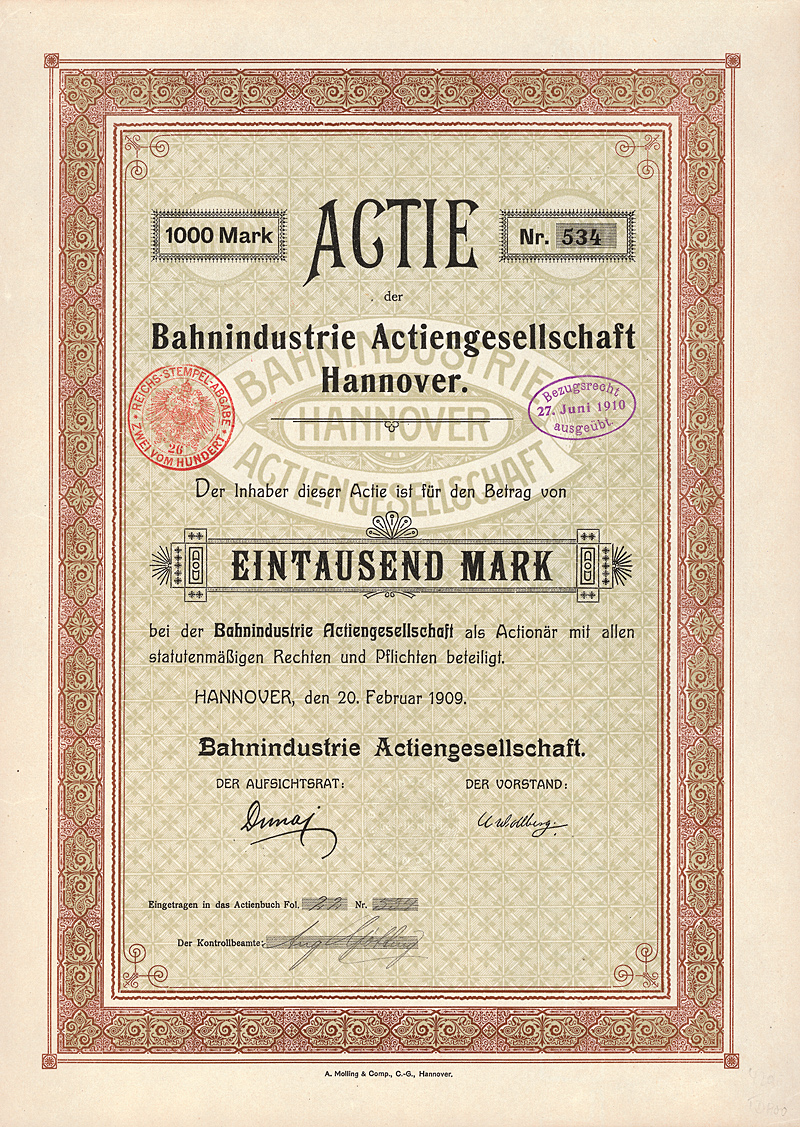
Aktie über 1000 Mark der Bahnindustrie AG Hannover vom 20. Februar 1909

Aus der Hannoverschen Bahnindustrie GmbH (siehe oben) ging Anfang 1909 die Bahnindustrie AG Hannover hervor. Die Gründeraktien zu je 1.000 Mark und einer Auflage von 1.700 Exemplaren zeigen unter anderem das Datum „20. Februar 1909“ und die Namen des Aufsichtsrats und des Vorstands. Gedruckt wurden die Aktien offenbar von der Druckerei A. Molling & Comp. in Hannover.
Der Vergleich eines Vordruckes zum Schreiben von 19. November 1910 an die Gewerkschaft Kaiseroda in Tiefenort zeigt – neben einem veränderten Stich und anderen Abbildungen im Briefkopf wie etwa einer Vogelperspektive-Ansicht über das Betriebsgelände und seine Umgebung – insbesondere die vorgedruckten Ergänzungen links des variabel zu beschriftenden Textfeldes. Ergänzt wurden nun – unter der „Abteilung Fabrik“ Lokomotiven und Bagger in roter Schrift sowie Oberbauwerkzeuge. Der „Code Staudt & Hundius“ unter den angegebenen Bankkonten gibt erste Indizien für die Konten-Inhaber.
Spätestens 1910 waren folgende Zweig-Büros im In- und Ausland unter teils ersten Adressen eingerichtet:
- Berlin, Potsdamer Straße 1 (Potsdamer Platz);[8]
- Breslau, Gartenstraße 43,[8]
- Danzig, Kohlenmarkt 13,[8]
- Dortmund, Dudenstraße 7,[8]
- Düsseldorf, Graf-Adolf-Straße 49,[8]
- Frankfurt am Main, Kaiserstraße 42,[8]
- Leipzig, Kreuzstraße 2,[8]
- München, Nymphenburger Straße 5,[8]
- Straßburg im Elsass, Oberehnheimer Straße 5,[8]
- Wien, Gumpendorfer Straße 14,[8]
- Budapest, V. Lipót-körút 15,[8] sowie
- Hamburg, Hachmannplatz 2 im „Bieberhaus“.[8]

„Nach 1914“ – dem Beginn des Ersten Weltkriegs – produzierte gemäß Adressbuch der Stadt Hannover die Deutsche Prometheus-Hohl-Rost AG Roste und Waggons auf dem Gelände am Entenfangweg 12. Der Firma folgten dort die Prometheus-Werke, Gesellschaft für Apparatebau sowie die Firma Böttcher & Co., die 1985 aufgegeben wurde.